# Cisticola tinniens
Cisticola tinniens е вид птица от семейство Cisticolidae.

## Разпространение
Видът е разпространен в Ангола, Ботсвана, Демократична република Конго, Кения, Лесото, Мозамбик, Южна Африка, Свазиленд, Замбия и Зимбабве.